# کواسی اووسو
کواسی اووسو (انگلیسی: Kwasi Owusu; ۵ نوامبر ۱۹۴۵ – ۳۰ مارس ۲۰۲۰) بازیکن فوتبال اهل غنا بود.
وی همچنین در تیم ملی فوتبال غنا بازی کرده‌است.